# Jesper Just
Pour les articles homonymes, voir Just.
Jesper Just est un artiste danois, né en 1974 à Copenhague, vivant à New York.

## Biographie
Il a fait ses études à l'Académie royale des beaux-arts du Danemark de 1997 à 2003.
Jesper Just est représenté par la Galerie Emmanuel Perrotin, Paris, Perry Rubenstein Gallery, New York et Galleri Christina Wilson, Copenhague.

## Expositions

### Principales expositions personnelles
2023
- INTERFEARS, Musée d'art contemporain de Lyon, Lyon, France[1]

2011
- Jesper Just, MAC/VAL, France

2009
- Jesper Just, Perry Rubenstein Gallery, New York, NY
- With Mixed Emotions, MOCAD, Detroit, USA
- Centro de Arte Moderna, Lisbonne, Portugal

2008
- Romantic Delusions, Galerie Emmanuel Perrotin, Paris, France
- Romantic Delusions, Brooklyn Museum, Brooklyn, NY
- Romantic Delusions, U-turn / Kunsthallen Nikolaj, Copenhague, Danemark
- It Will All End in Tears, La Casa Encendida, Madrid, Espagne

2007
- Jesper Just, Kunsthalle Wien, Vienna
- SMAK (Gand), Belgium
- Jesper Just, Witte de With, Rotterdam
- Jesper Just, Miami Art Museum], Miami, FL

2006
- Something To Love, Stedelijk Museum, Amsterdam, Pays-Bas
- Black Box, Hirshhorn Museum, Washington, D.C.
- Hammer Museum, Los Angeles
- Something to Love, Moderna Museet, Stockholm, Suède

2005
- True Love is Yet to Come, Performa 05, Weiss Studio, New York, NY
- Something to Love, Herning Kunstmuseum, Herning, Danemark

2004
- No Man is an Island II, YYZ, Toronto
- A Fine Romance, Midway Contemporary Art, St. Paul, MN

2003
- The Man Who Strayed, artnode.dk / Den Anden Opera, Copenhague

### Principales expositions collectives
2009
- Code share, Contemporary Art Center (CAC) Viltinius, Lithuania
- Angli-Heart, Herming Kunstmuseum, Herming, Danemark
- Mia Vida, From Heaven to Hell, Mucsarnok Kunsthalle, Budapest
- Damaged Romanticism: A Mirror of Modern Emotion, Parrish Art Museum, Southampton, NY
- Play-Film and Video, Moderna Museet, Stockholm

2008
- Romantic Delusions, Liverpool Biennial
- Locked-in The Image of Humantiy in the Age of Intrusion, Casino Luxembourg
- Glasgow International - Festival of Contemporary Art, Glasgow
- UNCLASSIFIABLE, Overgaden. Institut for Samtids Kunst, Copenhague
- Ciclo Video, CGAC (Galician Centre of Contemporary Art), Saint-Jacques-de-Compostelle, Espagne

2007
- MoA (Museum of Art), Seoul National University, Seoul, Corée du Sud
- Beijing Center for Creativity, Millennium Art Museum, Beijing, Chine
- MediaArsLab Museum, Moscou
- CRACK THE SKY, Biennale de Montréal, Montreal, Canada
- The Moore Space/moca, Miami
- Timer 01, intimità/intimacy, Triennale Bovisa, Milan, Italie
- Stejdelijk Museum voor Actuele Kunst, Amsterdam
- Argos, Bruxelles
- KölnShow 2, European Kunsthalle, Cologne, Allemagne

2006
- COPENHAGEN - SAN FRANCISCO, Scandinavian Short Film Festival, ATA, San Francisco
- Busan Biennale, Busan, Corée du Sud
- Die grosse Geste / The big scene - Emotionality in Recent Video Art, Toronto film festivaI, Canada
- LIAF 06, June 17th - July 13th, Lofoten International Art Festival, Lofoten, Norvège
- Don Quijote, Witte de With, Rotterdam, Pays-Bas
- Ars 06 Sense of the Real, Kiasma Museum, Helsinki, Finlande
- Trial Balloons, MUSACMuseo de Arte Contemporáneo de Castilla y León, Espagne
- Biennale du Havre, June, Le Havre, France
- BENT: Gender and Sexuality in Contemporary Scandinavian Art, Fine Arts Gallery, San Francisco
- Artprojx, Prince Charles Cinema, Frieze Art Fair Event, Londres

2005
- Matisse &, August - December, Royal Museum of Fine Art, Copenhague
- Collection Lambert, Musée d'Art Contemporain, Avignon, France
- Do Not Interrupt Your Activities, Royal College of Art Galleries, Londres

2004
- I feel mysterious today, Palm Beach Institute of Contemporary Art, Miami
- Altered Spaces, Indianapolis Museum of Contemporary Art, Indianapolis
- 3rd Momentum 2004, the nordic festival of contemporary art, Moss, Norvège

2003
- Survival Strategies for Untrained Ones, Kunst und Medienzentrum Adlershof, Berlin
- Something about Love, Casino Luxembourg, Luxembourg
- Exit, Kunstforeningen, Copenhague

2002
- The Island And The Aeroplane, SparwasserHQ, Berlin
- BIG Social Game, GAM - Gallery of Modern and Contemporary Art, Torino, Italie
- Bits and pieces, Royal Museum of Fine Art, Copenhague

### Récompenses
- Arken Museum of Moder Art's Travel Grant 2009
- Carnegie Art Award 2008 (2e prix)
- Danish Arts Council's Grant

## Collections publiques
- MOMA, New York
- The Guggenheim Museum, New York
- Cranford Collection, Londres
- Musée d'art moderne Louisiana, Danemark
- FRAC, Fonds Régional d'Art Contemporain Champagne-Ardenne
- Tate Modern, London, Royaume-Uni
- Museo de Arte Contemporáneo de Castilla y Léon, Espagne
- Carnegie Museum of Art, USA
- Honart Museum, Iran
- Sammlung Julia Stoschek, Allemagne
- Castello di Rivoli, Italie
- Arario Gallery, Corée
- Musée d'art de Malmö, Suède
- Musée d'Art Moderne, Luxembourg
- Arken, Museum of Contemporary Art, Danemark
- Herning Art Museum, Danemark
- National Art Foundation, Danemark
- ARoS Aarhus Kunstmuseum, Danemark
- Royal Museum of Fine Art, Copenhague, Danemark
- Moderna Museet, Stockholm, Suède
- Kiasma, Helsinki, Finlande
- Collections privées aux USA, en Allemagne et au Canada

## Récompenses
- Médaille Eckersberg